# Idioma ventureño
El ventureño es una de las extintas lenguas chumash, un grupo de lenguas nativas habladas a  lo largo de las áreas costeras del sur de California, Estados Unidos, desde San Luis Obispo en el norte hasta Malibú en el sur. 
El ventureño, al igual que sus lenguas hermanas, es una lengua polisintética, con grandes palabras compuestas de varios morfemas. El ventureño tiene diferentes clases de verbos, nombres, y adjunto oblicuo (Wash 2001), pero no tiene clases separadas de adjetivos o preposición. Los nombres y los verbos suelen llevar afijos (principalmente prefijos), siendo esta una manera de denotar aquellos significados transportados por palabras separadas en la mayor parte de las lenguas analíticas. Los verbos juegan un papel primario en la lengua Ventureño, con palabras a menudo compuestas solo de un verbo con clíticos. El orden de las palabras en las lenguas chumash es Verbo Sujeto Objeto/Verbo Objeto Sujeto.

## Sonidos
El ventureño tiene un inventario fonético similar al de su lengua hermana, el barbareño. El ventureño consiste en 30 consonantes y 6 vocales. 

### Vocales
El ventureño consta de 5 vocales regulares y de una sexta vocal que Harrington transcribe como <ə>. En las transcripciones barbareño se usa <ɨ>. No se sabe si esos dos sonidos son los mismos en ambos lenguajes, o si eran suficientemente distintos como para que Harrington usara símbolos diferentes.  
|         | Anterior | Central | Posterior |
| ------- | -------- | ------- | --------- |
| Cerrada | i        | ə       | u         |
| Media   | e        | ə       | o         |
| Abierta |          | a       |           |

## Consonantes
|             |             | Bilabial | Alveolar | Postalveolar/ Palatal | Velar | Uvular | Glotal |
| Nasal       | Nasal       | m        | n        |                       |       |        |        |
| oclusiva    | plain       | p        | t        |                       | k     | q      | ʔ      |
| oclusiva    | eyectiva    | pʼ       | tʼ       |                       | kʼ    | qʼ     | ʔ      |
| oclusiva    | aspirada    | pʰ       | tʰ       |                       | kʰ    | qʰ     | ʔ      |
| Africada    | plana       |          | ts       | tʃ                    |       |        |        |
| Africada    | eyectiva    |          | tsʼ      | tʃʼ                   |       |        |        |
| Africada    | aspirada    |          | tsʰ      | tʃʰ                   |       |        |        |
| Fricativa   | plana       |          | s        | ʃ                     | x     |        | h      |
| Fricativa   | aspirada    |          | sʰ       | ʃʰ                    |       |        |        |
| Aproximante | Aproximante |          | l (ɬ)1   | j                     | w     |        |        |

1. El ventureño tiene solo una lateral, /l/. Sin embargo, /l/ tiene una alofonía diferente [ɬ] que J. P. Harrington incluye en sus transcripciones.